# Crataegus aprica
Crataegus aprica Beadle – gatunek rośliny z rodziny różowatych (Rosaceae). Występuje w południowo-wschodniej części Stanów Zjednoczonych (stany: Alabama, Floryda, Georgia, Karolina Północna, Karolina Południowa, Tennessee i Wirginia). Uprawiany jest poza tym głównie w arboretach i ogrodach botanicznych, ze względu na atrakcyjny wygląd krzewu. Owoce ma jadalne. Roślina toleruje warunki klimatyczne stref mrozoodporności z zakresu 5–9. 

## Morfologia
Niewielki krzew (2–3 m, maksymalnie do 6 m), o zwartym pokroju. Gałęzie z krótkimi, prostymi kolcami. Liście nieklapowane lub nieznacznie klapowane. Kwiatostany złożone z kilku niepozornych kwiatów, z których powstają czerwone lub czerwono-pomarańczowe owoce pozorne, każdy z 4–5 przylegającymi do siebie orzeszkami wewnątrz.